# Serie B d'Eccellenza 1994-1995 (pallacanestro maschile)
Il campionato di Serie B d'Eccellenza di pallacanestro maschile 1994-95 è stato organizzato in Italia e rappresenta il terzo campionato italiano.
Le squadre sono suddivise in 2 gironi su base geografica. Dopo la stagione regolare (girone all'italiana con partite di andata e ritorno) le prime 6 classificate di ogni girone si dividono alternate in 2 gironi denominati poule promozione. Al termine di questi gironi (anche questi con partite di andata e ritorno) le prime classificate incontrano le seconde dell'altro girone. Solo per questa stagione e per una risistemazione del campionato di serie A/2 le vincenti di queste sfide non vengono direttamente promosse ma si scontrano per decretare l'unica promozione in serie A2.
Le ultime 6 classificate di ogni girone si incontrano in 2 gironi all'italiana denominati "poule retrocessione". Al termine di questi gironi all'italiana  le ultime due del girone retrocedono, le altre squadre restano in categoria.

## Stagione regolare

### Girone A

#### Classifica
|  |     | Classifica girone B         | Pt | G  | V  | P  | PF   | PS   |
|  | --- | --------------------------- | -- | -- | -- | -- | ---- | ---- |
|  | 1.  | Pallacanestro Vigevano      | 28 | 22 | 14 | 8  | 1629 | 1610 |
|  | 2.  | Fanti Imola                 | 28 | 22 | 14 | 8  | 1754 | 1721 |
|  | 3.  | Andalini Cento              | 26 | 22 | 13 | 9  | 1645 | 1572 |
|  | 4.  | Celana Basket Bergamo       | 26 | 22 | 13 | 9  | 1640 | 1608 |
|  | 5.  | Pulitalia Vicenza           | 26 | 22 | 13 | 9  | 1725 | 1636 |
|  | 6.  | L'Opinione Porto S. Giorgio | 26 | 22 | 13 | 9  | 1798 | 1740 |
|  | 7.  | Ocrim Cremona               | 24 | 22 | 12 | 10 | 1573 | 1534 |
|  | 8.  | Mauri Treviglio             | 22 | 22 | 11 | 11 | 1705 | 1652 |
|  | 9.  | Calegaro Brescia            | 22 | 22 | 11 | 11 | 1658 | 1660 |
|  | 10. | Banca Popolare Faenza       | 16 | 22 | 8  | 14 | 1680 | 1712 |
|  | 11. | Alimenti Sardi Olbia        | 10 | 22 | 5  | 17 | 1654 | 1821 |
|  | 12. | Conad Ferrara               | 10 | 22 | 5  | 17 | 1528 | 1723 |

### Girone B

#### Classifica
|  |     | Classifica girone B            | Pt | G  | V  | P  | PF   | PS   |
|  | --- | ------------------------------ | -- | -- | -- | -- | ---- | ---- |
|  | 1.  | Serapide Pozzuoli              | 30 | 22 | 15 | 7  | 1799 | 1682 |
|  | 2.  | Gara Livorno                   | 26 | 22 | 13 | 9  | 1822 | 1714 |
|  | 3.  | Bca Popolare Ragusa            | 26 | 22 | 13 | 9  | 1900 | 1805 |
|  | 4.  | Itichimica Lucca               | 26 | 22 | 13 | 9  | 1900 | 1822 |
|  | 5.  | Cave Sannite Benevento         | 24 | 22 | 12 | 10 | 1809 | 1792 |
|  | 6.  | Tuscia Viterbo                 | 24 | 22 | 12 | 10 | 1819 | 1813 |
|  | 7.  | Azzurra Mercatone Uno Brindisi | 24 | 22 | 12 | 10 | 1645 | 1678 |
|  | 8.  | U.S. Campli                    | 24 | 22 | 12 | 10 | 1758 | 1705 |
|  | 9.  | Emmezeta Rieti                 | 20 | 22 | 10 | 12 | 1788 | 1817 |
|  | 10. | Vini Sardegna Cagliari         | 20 | 22 | 10 | 12 | 1948 | 1931 |
|  | 11. | Pallacanestro Firenze          | 10 | 22 | 5  | 17 | 1636 | 1895 |
|  | 12. | Sige Valdarno                  | 10 | 22 | 5  | 17 | 1749 | 1919 |

## Poule Promozione Gruppo 1

### Classifica
|  |    | poule retrocessione 3  | Pt | G  | V | P | PF  | PS  |
|  | -- | ---------------------- | -- | -- | - | - | --- | --- |
|  | 1. | Bca Popolare Ragusa    | 14 | 10 | 7 | 3 | 834 | 805 |
|  | 2. | Pallacanestro Vigevano | 12 | 10 | 6 | 4 | 729 | 725 |
|  | 3. | Gara Livorno           | 12 | 10 | 6 | 4 | 818 | 776 |
|  | 4. | Pulitalia Vicenza      | 12 | 10 | 6 | 4 | 775 | 776 |
|  | 5. | Andalini Cento         | 6  | 10 | 3 | 7 | 733 | 768 |
|  | 6. | Tuscia Viterbo         | 4  | 10 | 2 | 8 | 762 | 801 |

### Risultati
| Risultati              | RAG   | VIG   | VIC   | LIV   | CEN   | VIT    |
| ---------------------- | ----- | ----- | ----- | ----- | ----- | ------ |
| Bca Popolare Ragusa    |       | 71-72 | 95-87 | 91-84 | 94-80 | 85-77  |
| Pallacanestro Vigevano | 92-91 |       | 75-72 | 87-83 | 75-63 | 64-55  |
| Pulitalia Vicenza      | 81-83 | 56-54 |       | 83-78 | 81-75 | 83-77  |
| Gara Livorno           | 74-56 | 67-66 | 94-83 |       | 94-76 | 100-86 |
| Andalini Cento         | 71-74 | 83-71 | 70-72 | 66-68 |       | 66-59  |
| Tuscia Viterbo         | 87-94 | 84-73 | 75-77 | 82-76 | 80-83 |        |

## Poule Promozione Gruppo 2

### Classifica
|  |    | poule retrocessione 3       | Pt | G  | V | P | PF  | PS  |
|  | -- | --------------------------- | -- | -- | - | - | --- | --- |
|  | 1. | Fanti Imola                 | 16 | 10 | 8 | 2 | 844 | 791 |
|  | 2. | Serapide Pozzuoli           | 14 | 10 | 7 | 3 | 810 | 769 |
|  | 3. | L'Opinione Porto S. Giorgio | 12 | 10 | 6 | 4 | 836 | 804 |
|  | 4. | Celana Basket Bergamo       | 8  | 10 | 4 | 6 | 758 | 799 |
|  | 5. | Cave Sannite Benevento      | 6  | 10 | 3 | 7 | 820 | 846 |
|  | 6. | Itichimica Lucca            | 4  | 10 | 2 | 8 | 708 | 767 |

### Risultati
| Risultati                   | BER   | BEN    | LUC   | PSG   | POZ   | IMO    |
| --------------------------- | ----- | ------ | ----- | ----- | ----- | ------ |
| Celana Basket Bergamo       |       | 73-68  | 79-67 | 72-89 | 79-74 | 75-88  |
| Cave Sannite Benevento      | 80-84 |        | 78-65 | 89-85 | 80-89 | 69-70  |
| Itichimica Lucca            | 81-74 | 84-86  |       | 64-76 | 85-74 | 57-58  |
| L'Opinione Porto S. Giorgio | 83-75 | 94-89  | 87-80 |       | 71-75 | 85-101 |
| Serapide Pozzuoli           | 79-75 | 100-82 | 69-49 | 81-77 |       | 79-77  |
| Fanti Imola                 | 90-72 | 102-99 | 86-76 | 78-89 | 94-90 |        |

## Poule Retrocessione Gruppo 3

### Classifica
|  |    | poule retrocessione 3 | Pt | G  | V | P  | PF  | PS  |
|  | -- | --------------------- | -- | -- | - | -- | --- | --- |
|  | 1. | Ocrim Cremona         | 14 | 10 | 7 | 3  | 770 | 722 |
|  | 2. | U.S. Campli           | 14 | 10 | 7 | 3  | 814 | 772 |
|  | 3. | Emmezeta Rieti        | 12 | 10 | 6 | 4  | 823 | 773 |
|  | 4. | Banca Popolare Faenza | 10 | 10 | 5 | 5  | 760 | 745 |
|  | 5. | Sige Valdarno         | 10 | 10 | 5 | 5  | 728 | 753 |
|  | 6. | Alimenti Sardi Olbia  | 0  | 10 | 0 | 10 | 690 | 820 |

### Risultati
| Risultati             | CRE   | CAM   | RIE   | FAE   | VAL   | OLB   |
| --------------------- | ----- | ----- | ----- | ----- | ----- | ----- |
| Ocrim Cremona         |       | 73-60 | 90-96 | 79-68 | 69-82 | 77-61 |
| U.S. Campli           | 76-81 |       | 84-74 | 89-73 | 75-69 | 76-74 |
| Emmezeta Rieti        | 74-64 | 91-95 |       | 88-83 | 96-67 | 85-71 |
| Banca Popolare Faenza | 71-78 | 81-68 | 76-67 |       | 80-61 | 85-77 |
| Sige Valdarno         | 66-77 | 81-94 | 74-68 | 72-65 |       | 76-52 |
| Alimenti Sardi Olbia  | 68-82 | 75-97 | 69-84 | 66-78 | 77-80 |       |

## Poule Retrocessione Gruppo 4

### Classifica
|  |    | poule retrocessione 2          | Pt | G  | V | P | PF  | PS  |
|  | -- | ------------------------------ | -- | -- | - | - | --- | --- |
|  | 1. | Calegaro Brescia               | 12 | 10 | 6 | 4 | 795 | 749 |
|  | 2. | Mauri Treviglio                | 12 | 10 | 6 | 4 | 781 | 754 |
|  | 3. | Vini Sardegna Cagliari         | 10 | 10 | 5 | 5 | 842 | 845 |
|  | 4. | Azzurra Mercatone Uno Brindisi | 10 | 10 | 5 | 5 | 771 | 792 |
|  | 5. | Conad Ferrara                  | 8  | 10 | 4 | 6 | 746 | 771 |
|  | 6. | Pallacanestro Firenze          | 8  | 10 | 4 | 6 | 773 | 797 |

### Risultati
| Risultati                      | BRE   | TRE   | CAG    | BRI   | FIR   | FER    |
| ------------------------------ | ----- | ----- | ------ | ----- | ----- | ------ |
| Calegaro Brescia               |       | 82-77 | 103-80 | 84-63 | 79-65 | 66-56  |
| Mauri Treviglio                | 73-72 |       | 106-91 | 95-77 | 72-57 | 80-67  |
| Vini Sardegna Cagliari         | 96-83 | 85-70 |        | 78-65 | 66-67 | 96-104 |
| Azzurra Mercatone Uno Brindisi | 92-77 | 64-56 | 75-67  |       | 91-83 | 90-71  |
| Pallacanestro Firenze          | 72-78 | 75-65 | 92-98  | 85-82 |       | 80-58  |
| Conad Ferrara                  | 75-68 | 84-87 | 80-85  | 96-72 | 82-70 |        |

## Playoff
|  | Semifinali             | Semifinali             | Semifinali             | Semifinali | Semifinali |  |  | Finale             | Finale             | Finale             | Finale             | Finale |  |
|  |                        |                        |                        |            |            |  |  |                    |                    |                    |                    |        |  |
|  | Andrea Costa Imola     | Andrea Costa Imola     | Andrea Costa Imola     | 71         | 77         |  |  |                    |                    |                    |                    |        |  |
|  | Pallacanestro Vigevano | Pallacanestro Vigevano | Pallacanestro Vigevano | 61         | 74         |  |  | Andrea Costa Imola | Andrea Costa Imola | Andrea Costa Imola | Andrea Costa Imola | 86     |  |
|  | Virtus Ragusa          | Virtus Ragusa          | 64                     | 69         | 86         |  |  | Virtus Ragusa      | Virtus Ragusa      | Virtus Ragusa      | Virtus Ragusa      | 85     |  |
|  | Serapide Pozzuoli      | Serapide Pozzuoli      | 78                     | 66         | 82         |  |  |                    |                    |                    |                    |        |  |

## Verdetti
- Promossa in A2: Andrea Costa Imola

Formazione: Loris Barbiero, Paolo Bortolon, Alessandro Tulli, Gavagnin, Zanetti, Salvato, Piazzi, Vettore, Lorenzi. Coach Gianni Zappi
- Retrocedono in B2: Pallacanestro Firenze; S. Giovanni Valdarno; Basket Club Ferrara; Basket Olbia

## Fonti
- Nuovo Quotidiano di Puglia
- La Gazzetta del Mezzogiorno
- Guida ai campionati di basket LNP edizione 1996